# Laura Bensdorp
Laura Bensdorp (1985) is een Nederlandse schaakster. In 2007 werd haar door de FIDE de titel Fidemeester voor vrouwen (WFM) toegekend.
Ze is de tweelingzus van Marlies Bensdorp en beide dames promoten het vrouwenschaak. Bij het NK meisjes tot 14 jaar in 1997 eindigden ze allebei als derde. Bensdorp is lid van de schaakvereniging Utrecht.
- In 2001 werd Bensdorp bij het Open Nederlands Jeugdschaak Kampioenschap eerste in de B-categorie (jongens en meisjes t/m 16 jaar), met 7.5 punt uit 9 partijen.
- Ze nam ook deel aan het Hogeschool Zeeland Schaaktoernooi te Vlissingen in 2001.
- In 2002 speelde ze mee in het Hutton toernooi, een kampioenschap van regionale schaakbonden.
- In 2003 eindigde Bensdorp op de negende plaats in het Rapid schaak kampioenschap met 5 punten: ze was het beste meisje. Ramon Koster werd eerste.
- In 2003 bij het dameskampioenschap van Nederland werd ze zesde, Zhaoqin Peng werd kampioen.
- Van 29 april t/m 7 mei 2005 werd in Schagen het NK van de jeugd gespeeld. Laura en haar zus Marlies deelden met 7.5 uit 9 de eerste plaats maar toch werd Marlies kampioen want Laura trok zich terug voor de beslissingswedstrijd. Pauline van Nies eindigde met 6 punten op de derde plaats.
- In september 2005 speelde Bensdorp mee in het toernooi om het kampioenschap van Nederland dat in Leeuwarden gespeeld werd. Ze eindigde met 3 uit 10 op de zesde plaats.
- In 22 november 2005 speelde ze mee in het toernooi om het wereldkampioenschap voor de jeugd dat werd gehouden in Istanboel. Elisabeth Pähtz werd met 10 punten kampioen bij de dames. Bensdorp behaalde 7.5 punten.